# سیروویتسه
سیروویتسه (به لاتین: Syrovice) یک منطقهٔ مسکونی در جمهوری چک است که در ناحیه برنو-تسوونتری واقع شده‌است. سیروویتسه ۸٫۲۶ کیلومتر مربع مساحت و ۱٬۴۱۸ نفر جمعیت دارد و ۲۰۲ متر بالاتر از سطح دریا واقع شده‌است.